# Diarium Europaeum
Diarium Europaeum (tägliche europäische Geschichts-Erzählung) ist der Titel eines von Martin Meyer begründeten und zwischen 1659 und 1683 in 45 Bänden erschienenen deutschsprachigen Geschichtswerkes. Besondere Bedeutung kommt der Serie von Chroniken durch die zeitnahe und um Vollständigkeit bemühte Darstellung wichtiger Ereignisse der europäischen Politik zu. Den einzelnen Bänden sind Sachregister beigefügt.

## Redakteur
Über den Begründer der Serie, Martin Meyer, ist wenig bekannt. Er stammte nach eigenen Angaben aus Haynau in Schlesien. In der Widmung seines Werkes Ortelius redivivus et continuatus gibt er an, in Liegnitz die von M. Theophilus Pitiscus geleitete Stadtschule besucht zu haben. Aufgrund dieser Angaben kann angenommen werden, dass Meyer um 1630 geboren wurde. Spätestens ab 1660 wirkte er in Frankfurt am Main, denn im damals erscheinenden zweiten Band des Diarium Europaeum ist erstmals der Frankfurter Verlag Ammon und Serlin angegeben. Soweit bekannt, hatte Meyer kein öffentliches Amt inne, er bezeichnete sich selbst als philologiae et historiae studiosus. Womöglich verstarb er 1669/70, da der zwanzigste Band des Diariums nicht mehr unter seinem Pseudonym erschien. Meyer verfasste weitere zeithistorische Schriften, darunter die zwischen 1667 und 1677 erschienenen Bände 8, 9 und 10 der ähnlich gelagerten und prächtig ausgestatteten Reihe Theatrum Europaeum der beiden Kupferstecher Matthäus Merian der Jüngere und Caspar Merian.

## Publikationsgeschichte
Der erste Band, der die Jahre 1657 und 1658 umfasst, erschien 1659. Ab Band 20 firmiert nicht mehr Philemerus Irenicus Elisius als Verfasser; daher wird angenommen, dass jener um 1669/70 verstarb und die Serie durch einen neuen Redakteur weitergeführt wurde. Ab dem Band 30, der die Jahre 1672 und 1673 umfasst, werden die Ereignisse nicht mehr chronologisch, sondern nach Sachgebieten geordnet dargeboten. Der letzte Band 45 erschien 1683 zum Berichtsjahr 1681. Eigentümer der Reihe waren zunächst die Frankfurter Verleger Wilhelm Serlin und Johann Wilhelm Ammon, ab dem Band 30 die Witwe Serlin.

## Bedeutung
Die Bedeutung der Reihe liegt in der Darstellung der europäischen politischen Ereignisse. Mit Vorliebe berichtet sie ausführlich über Kriege, Verträge und Allianzen, Belagerungen, Feldzüge und Schlachten, doch auch Geburten, Heiraten und Todesfälle der Dynasten, Feuersbrünste und Hinrichtungen werden mitgeteilt, eher selten findet sich die ein oder andere Wundergeschichte.
Berichtet wird neben dem Heiligen Römischen Reich über Frankreich, England, Schottland, Irland, Italien, Skandinavien, Spanien, Polen, Russland und die Türkei.
Der letzte Band enthält den Aufruf William Penns zur Ansiedlung in Pennsylvanien. Gelegentlich sind die Ereignisse mit Zeichnungen und Kupferstichen erläutert und bebildert.
Die Reihe ist jedoch nicht frei von Fehlern, geschuldet hauptsächlich der Verwechslung von Namen und Orten.